# Amy Gentry
Amy Gentry (Houston, ...) è una scrittrice statunitense.

## Biografia
Laureata in letteratura inglese all'Università di Chicago, ha lavorato come critico culturale per diverse riviste. Nel 2016 ha pubblicato il suo primo romanzo, un thriller uscito in Italia l'anno successivo con il titolo La ragazza del passato, edito da Garzanti. Vive ad Austin assieme al marito.

## Opere
- La ragazza del passato (Good as Gone), 2016
- L'amica sconosciuta, Garzanti, 2019